# FCH AG
Die Firma FCH AG, gegründet 1996 mit Sitz in Heidelberg, ist ein Dienstleistungsunternehmen für Banken, Sparkassen und deren Dienstleister. Das Unternehmen bietet Tagungen in Präsenz sowie digitale Seminarformate sowie Fachbücher und Fachliteratur. Über die Tochtergesellschaft FCH Consult GmbH erfolgt maßgeschneiderte Beratung in den Bereichen Interne Revision, IKS, Fit & Proper sowie Bankregulatorik. Zudem wird eine Personalvermittlung angeboten.

## Publikationen
Derzeit werden fünf Reihen verlegt:

### Praktikerhandbücher
Bei den Publikationen dieser Reihe handelt es sich um Handbücher für die Bankpraxis, verfasst überwiegend von Bankpraktikern, aber auch Rechtsanwälten, Wirtschaftsprüfern, Richtern und Mitarbeitern der Bankenaufsicht.

### Bearbeitungs- und Prüfungsleitfäden
Hierbei handelt es sich um überwiegend von Bankpraktikern, Wirtschaftsprüfern und Rechtsanwälten verfasste Checklisten für Hilfestellungen für die Prozessbearbeitung/-gestaltung sowie Prüfungsansätze durch die externe und interne Revision.

### Praktikerkommentare
Diese Werke kommentieren Gesetze und andere für die Kreditwirtschaft in Deutschland relevante Normen aus Sicht des Rechtsanwenders und werden von renommierten Herausgebern und Autoren aus der Branche verfasst.

### FCH Kompakt-Reihe
Diese Publikation wendet sich an Fachbereiche und stellt aktuelle Fachthemen praxisbezogen dar.

### Arbeitsbücher
In dieser Reihe stellen ausgewiesene Praktiker aus der Kreditwirtschaft ihre bewährten Lösungen und Erfahrungen aus der tatsächlichen Umsetzung der aufsichtsrechtlichen Anforderungen dar.

### Zeitschriften
Das FCH verlegt die Zeitschriften BankPraktiker, KreditPraktiker (bis September 2023 ForderungsPraktiker und IKSPraktiker), Banken-Times sowie die E-Mail-Newsletter der zielgruppenfokussierten Banken-Times SPEZIAL.